# Делла Сета, Алессандро
Алессандро Делла Сета (итал. Alessandro Della Seta; 19 июня 1879, Рим — 29 сентября 1944, Кастеджо) — итальянский учёный-археолог.

## Биография
Алессандро Делла Сета окончил университет в Риме. С 1905 года, являлся ассистентом археолога в Римском и Греческом Институте Искусства. После 1909 года, Делла Сета числился как профессор в Римском и Греческом Институте Искусства. С 1913 года, Алессандро так же был преподавателем в институте Генуя, и вёл дисциплины связанные с археологией. В 1927 году вёл курсы по «Этруссологии Италики» и археологии в Римском университете. С 1 апреля 1919 года по 31 января 1939 года, был директором Итальянского института археологии в Греции, который назывался «Итальянская Археологическая школа в Афинах», но после его ухода директорами были Гвидо Либертини и Лучано Лауренци, после которых Алессандро вернулся на свой пост до 1 июля 1944 года. Спустя четыре месяца, в возрасте 65 лет Алессандро Делла Сета скончался.
Писатель Энрико Паоло Ариас написал книгу под названием «Четыре археолога века: Паоло Орси, Баджо Паке, Алессандро Делла Сета, Рануччио Бьянки Бьяндинелли».